# Руслиця кільчаста
Руслиця кільчаста, руслиця мокрична як Elatine gyrosperma (Elatine alsinastrum) — вид рослин з родини руслицевих (Elatinaceae), який зростає на заході Північної Африки у Європі, західній Азії.

## Опис

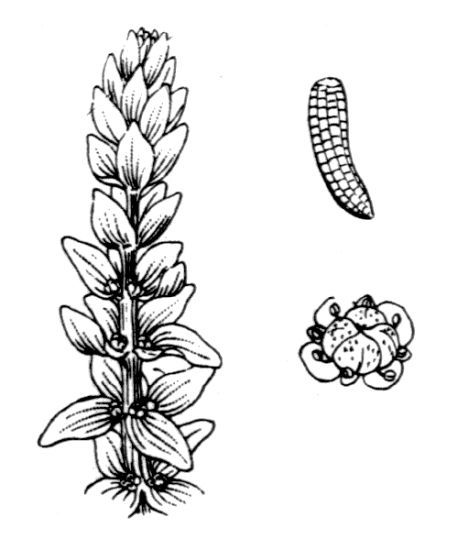

Однорічна рослина 5–35 см заввишки. Стебло прямостійне або підводиться, порожнисте, розгалужене лише при основі. Листки зібрані в кільця, сидячі, цілокраї; підводні листки вузько-лінійні, по 8–12, надводні — довгасто-яйцеподібні, по 3–5 в кільці. Віночок білий.

## Поширення
Поширений на заході Північної Африки у Європі, західному Сибіру, центральній Азії, Туреччині, Грузії, Вірменії.
В Україні зростає в стоячих неглибоких водоймах, плавнях, на болотах — розсіяно майже на всій території, за винятком Криму.